# Piwnice Domu Gorywodów

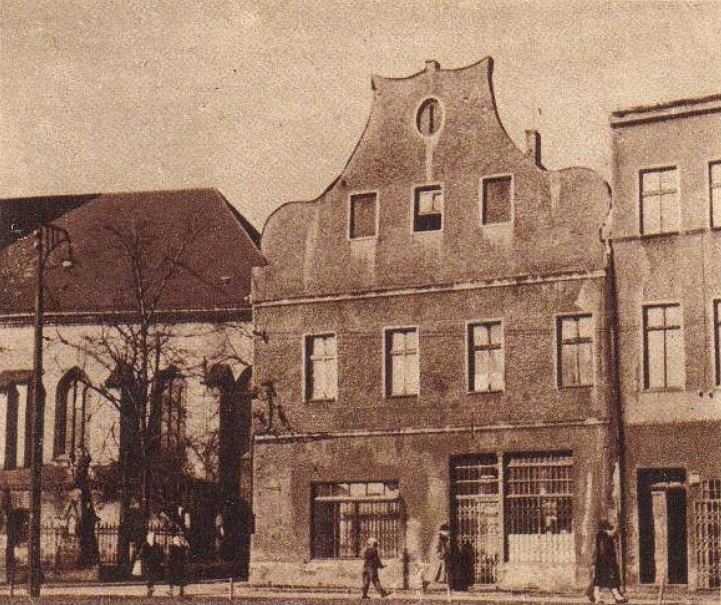
Dom Gorywodów

Piwnice Domu Gorywodów – murowane piwnice z XIV wieku w Bytomiu, wpisane do rejestru zabytków nieruchomych województwa śląskiego .
Gotyckie piwnice, z zachowanymi kamiennymi ostrołukowymi portalami i rzadkim w budownictwie świeckim sklepieniem palmowym, znajdują się w centrum miasta, w pobliżu rynku. Powstały w XIV wieku, głównie z lokalnego dolomitu. Nad nimi wznosiła się jednopiętrowa kamienica z XVIII wieku o barokowej fasadzie, zwieńczona attyką , zamieszkiwana w XVIII wieku przez handlarzy winem, którzy wykorzystywali owe piwnice do procesu przechowalnictwa wina . W okresie międzywojennym w budynku znajdowała się prażalnia kawy firmy Gebrüder Gorziwoda, która należała do braci Reinholda i Wilhelma Gorziwodów. 
Zabytek odkrył przewodnik PTTK Henryk Gerliński w 1953 roku, jego nazwa pochodzi od ostatnich użytkowników barokowej kamienicy, którzy mieszkali w niej od 1924 do 1934 roku.
Kamienica została rozebrana w 1955 roku, pomimo opinii ministerstwa kultury i sztuki, które zaleciło zachowanie budynku. Nad piwnicami wzniesiono pawilon. Adaptacja na lokal gastronomiczny i remont podziemi zostały wykonane w 1972 roku, dzięki staraniom Henryka Gerlińskiego i Komisji Opieki nad Zabytkami PTTK. W zabytkowych podziemnych wnętrzach mieściła się restauracja „Piwnice Gorywodów” .  